# Tokelauská kuchyně

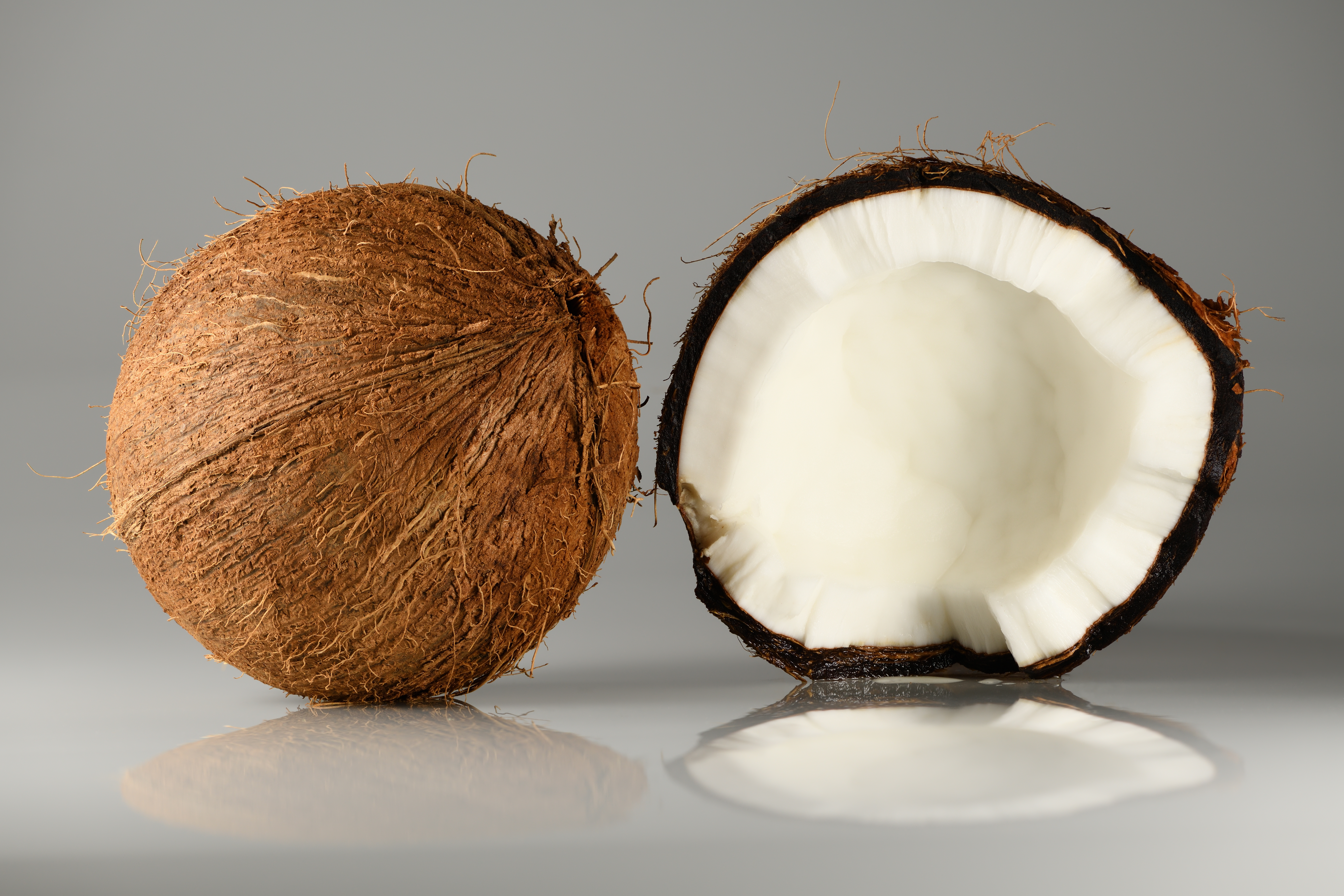
Kokosový ořech

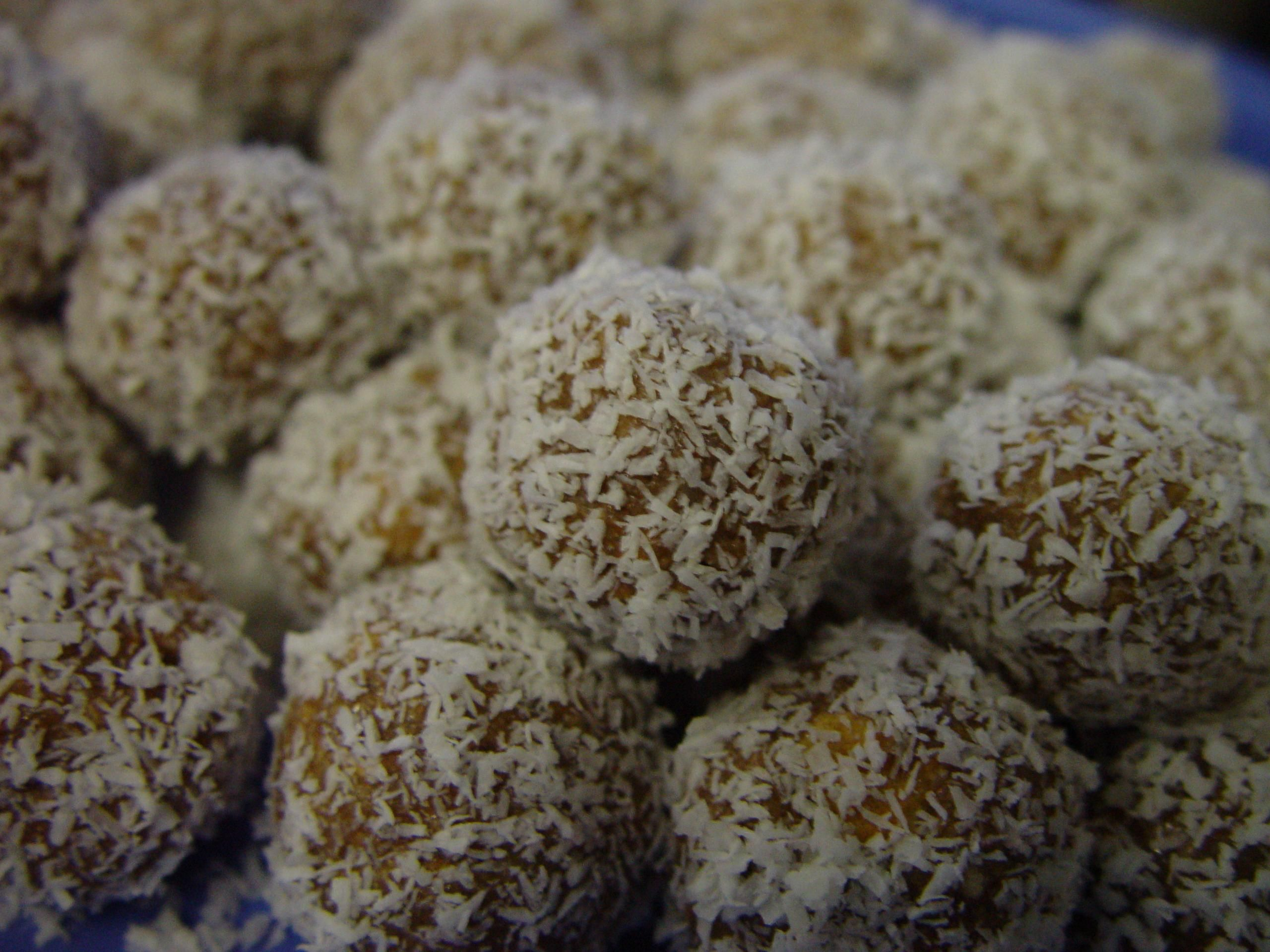
Puleleti

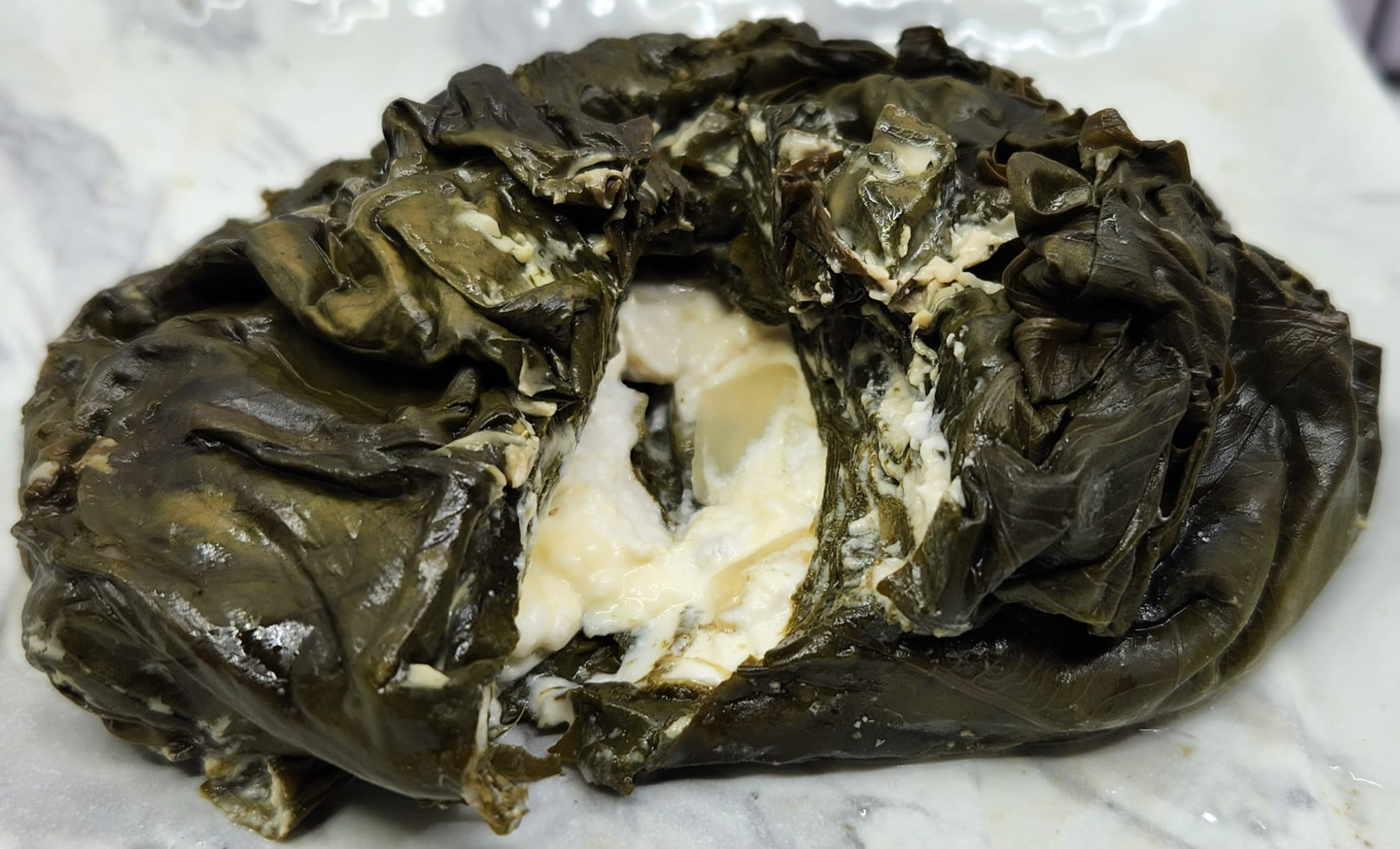
Palusami

Tokelauská kuchyně (tokelausky Meakai tokelau) vychází z polynéských tradic a přírodních podmínek na ostrovech novozélandského teritoria Tokelau. Základní surovinou jsou na Tokelau kokosové ořechy, ze kterých se získává olej, kokosové mléko, kokosová voda i kopra. Z kokosových palem je krom toho získáván i kokosový cukr. Mezi další důležité suroviny patří například pandanus, morinda, arowroot, chlebovník, taro, ryby, mořské plody nebo různé druhy tropického ovoce.

## Příklady tokelauských pokrmů
Příklady tokelauských pokrmů a nápojů:
- Palusami, pokrm z vařeného tara a kokosového mléka.
- Ika mata, pokrm z kousků syrových ryb marinovaných v citrusové šťávě, smíchaných s kokosovým mlékem.
- Puleleti, sladké kuličky z mletého kokosu a kokosového sirupu.[8]
- Kokosový chléb.